# ساوونیای شمال شرقی
ساوونیای شمال شرقی یا شمال شرق ساوو (فنلاندی: Koillis-Savon seutukunta ' منطقه شهرداری شمال شرقی ساوو ') یکی از ناحیه‌ها در فنلاند است. این یک بخش اداری از ساوونیای شمالی است.

## شهرداری‌ها
| نشان ملی            | شهرداری             |
| ------------------- | ------------------- |
| Kaavin vaakuna      | کاوی (شهرداری)      |
| Rautavaaran vaakuna | راوتاوارا (شهرداری) |
| Tuusniemen vaakuna  | توسنیمی (شهرداری)   |

شمال شرق ساوو قبلاً دارای پنج شهرداری شامل:کاوی، یوانکوسکی، نیلسیا، راوتاوارا، وتوسنیمی بود.
در ۱ ژانویه ۲۰۱۳، نیلسیا در شهر کوئوپیو، بخشی از ناحیه کوئوپیو، ادغام و بنابراین از ساوونیای شمال شرقی خارج شد.

## جمعیت
این منطقه در سال ۲۰۱۱ دارای ۱۹۸۳۷ نفر و در دسامبر ۲۰۲۱، دارای ۶٬۷۱۱ نفر ساکن بود.
| Year               | Population |
| ------------------ | ---------- |
| ۱۹۸۰               | ۱۲٬۴۰۱     |
| ۱۹۸۵               | ۱۱٬۵۳۶     |
| ۱۹۹۰               | ۱۰٬۷۸۷     |
| ۲۰۰۰               | ۹٬۳۵۷      |
| ۲۰۰۵               | ۸٬۶۸۴      |
| ۲۰۱۰               | ۸٬۱۱۳      |
| ۲۰۱۵               | ۷٬۶۵۰      |
| منبع: آمار فنلاند. |            |